# Adrian Crișan
Adrian Crișan (n. 7 mai 1980, Bistrița, România) este un jucător de tenis de masă de origine română.

## Carieră
Sportivul a obținut trei medalii de bronz la Campionatele Europene cu echipa României, în anii 2005, 2007 și 2009. În anul 2012 a cucerit medalia de bronz la individual la Campionatul European de la Herning, prima medalie pentru tenisul de masă românesc în proba de simplu masculin după 52 de ani.
A participat de cinci ori la Jocurile Olimpice. La Olimpiada de la Londra din 2012 s-a clasat pe locul cinci.
În 1997 s-a stabilit în Germania. Cu TTF Liebherr Ochsenhausen (2004) și Werder Bremen (2013) a câștigat titlul național la Bundesliga. Din 2015 până în 2020 a jucat pentru echipa franceză Stella Sport La Romagne.